# Stráž nad Ohří
Stráž nad Ohří – gmina w Czechach, w powiecie Karlowe Wary, w kraju karlowarskim. Według danych z dnia 1 stycznia 2013 liczyła 621 mieszkańców.